# Ануфрієв Владислав Григорович
Владислав Григорович Ануфрієв (нар. 1 грудня 1937, місто Бугульма, тепер Татарстан, Російська Федерація) — радянський діяч, 2-й секретар ЦК КП Казахстану, 1-й секретар Талди-Курганського обласного комітету КП Казахстану. Депутат Верховної ради Казахської РСР 11—12-го скликань. Депутат Верховної ради СРСР 11-го скликання (1986—1989). Народний депутат СРСР (1989—1991). Член ЦК КПРС у 1990—1991 роках. 

## Життєпис
З 1956 року працював волочильником заводу «Укркабель» у місті Києві.
У 1962 році закінчив Українську сільськогосподарську академію, вчений-зоотехнік.
У 1962—1973 роках — головний зоотехнік із заготівель, старший зоотехнік, головний зоотехнік, начальник відділу, заступник начальника і начальник Осакарівського районного управління сільського господарства Карагандинської області Казахської РСР.
Член КПРС з 1969 року.
У 1973 році закінчив Київський інститут народного господарства, економіст.
У 1973—1974 роках — заступник завідувача відділу Карагандинського обласного комітету КП Казахстану.
У 1974—1975 роках — голова виконавчого комітету Осакарівської районної ради депутатів трудящих Карагандинської області.
У 1975—1977 роках — 1-й секретар Нуринського районного комітету КП Казахстану Карагандинської області.
У 1977 році — начальник Карагандинського обласного управління сільського господарства.
У 1977—1985 роках — секретар Карагандинського обласного комітету КП Казахстану.
У 1982 році закінчив Академію суспільних наук при ЦК КПРС.
У 1985—1986 роках — завідувач відділу сільського господарства ЦК КП Казахстану.
У червні 1986 — листопаді 1988 року — 1-й секретар Талди-Курганського обласного комітету КП Казахстану.
1 листопада 1988 — 12 вересня 1989 року — секретар ЦК КП Казахстану — голова комісії ЦК КП Казахстану з питань аграрної політики.
12 вересня 1989 — 7 вересня 1991 року — 2-й секретар ЦК КП Казахстану — голова комісії ЦК КП Казахстану з питань організаційно-партійної і кадрової політики.
28 серпня — 7 вересня 1991 року — в.о. 1-го секретар ЦК КП Казахстану.
У вересні — жовтні 1991 року — радник президента Казахської РСР.
У 1991—1993 роках — віцепрезидент корпорації «КРАМДС». У 1993—1995 роках — віцепрезидент акціонерного товариства «Крід». З лютого 1995 року — виконавчий директор казахстансько-швейцарського спільного підприємства «Трейд-Інвест».

## Нагороди
- орден Жовтневої Революції
- орден Трудового Червоного Прапора
- орден «Знак Пошани»
- орден Дружби народів
- медалі
- Почесний громадянин Осакарівського району (27.09.2000)